# Боливар (щат)
Вижте пояснителната страница за други значения на Боливар.
Болѝвар (на испански: Bolívar) е един от 23-те щата на южноамериканската държава Венецуела. Намира се в югоизточната част на страната. Общата му площ е 240 528 км², а населението е 1 809 306 жители (по изчисления за юни 2017 г.). Основан е през 1901 г.